# エルヌ
エルヌ （Elne、カタルーニャ語:Elna）は、フランス、オクシタニー地域圏ピレネー＝オリアンタル県のコミューン。

## 地理
エルヌはルシヨン平野に位置し、県都ペルピニャンの南東12kmに位置する。まちは海から5kmしか離れておらず、テック川のすぐ北にある。まちから海にアクセスすることができる。農村部の人口も希薄な土地を行く狭い川の流れがある。海に達する場所をBocal du Techというが、ここはかつてテック川の河口だったところである。
まち自体は小さな丘の上につくられている。この丘は現在テック川の北にあるが、この丘はサン＝シプリアンから線状に連なる丘の1つである。

## 交通

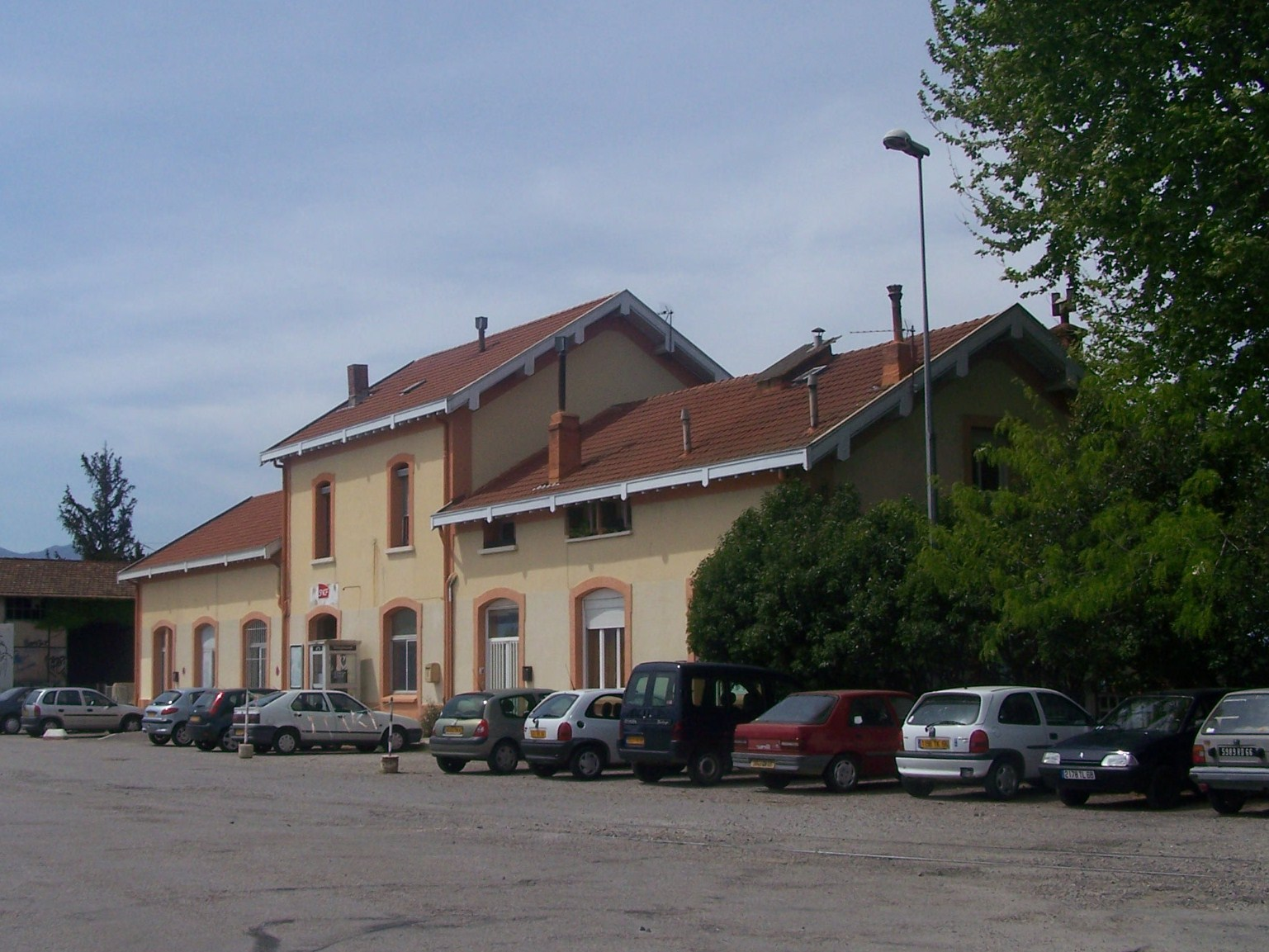
エルヌ駅

エルヌは、ペルピニャンとコート・ヴェルメイユ、そしてスペインへ向かう道路・鉄道——高速道路914号線、そして鉄道のペルピニャン＝ポルトボウ線——の主要な経由地である。テュイール＝サン＝シプリアン方面を通る高速道路612号線はエルヌを横切る。まちには鉄道が乗り入れており、TERがペルピニャンとコート・ヴェルメイユ間をつなぐ。ペルピニャンとエルヌの間、アルジュレス＝シュル＝メールおよびコリウール間である南部の海岸自治体をつなぐのは高速道路914号線である。

## 由来
エルヌという地名には起源の異なる3つの地名が関係する。ピレネ（Pylene）、イリベリス（Illiberis、おそらくイベリア人に関係する）、カストゥルム・ヘレナエ（Castrum Helenae）である。三番目のカストゥルム・ヘレナエが徐々にエルヌとなった。カストゥルム・ヘレナエは、ローマ皇帝コンスタンティヌス1世の母ヘレナに由来する。
- ピレネ - ヘロドトスはその文書の中で、ドナウ川の水源にあるピレネという都市（ギリシャ語文献ではポリス）について触れている。しかしヘロドトスのヨーロッパ地図は想像上のもので、現在の地図に作り直さなければならない。アルプス山脈の高い山の中からその支流が生まれ出るように、ピレネー山脈の頂上の真っ只中から継続してドナウ川が流れ、オード川やアリエージュ川、ガロンヌ川のように北向きに流れるとする仮説を示している。この説に当てはめれば、ピレネとなるのはフォワかエルヌしかない。

- イリベリス - この名前は紀元前2世紀に現れる。リウィウスがこの名にふれ、紀元前218年にハンニバルがイリベリスに駐屯したことを述べており、重要なオッピドゥムであったと推測される。大プリニウスとポンポニウス・メラもイリベリスの名を著作に記している。

- カストゥルム・ヘレナエ - 328年から350年まで、イリベリスはカストゥルム・ヘレナエに名称を変更していた。一般的に都市名の変更は政治的要因である。イリベリスはおそらく皇帝の母に敬意を評して名前を変えたのだろう。改名した要因が皇帝の母にあることを証明する文書は存在しない。前述の仮説は中世に生まれた仮説である。

## 歴史

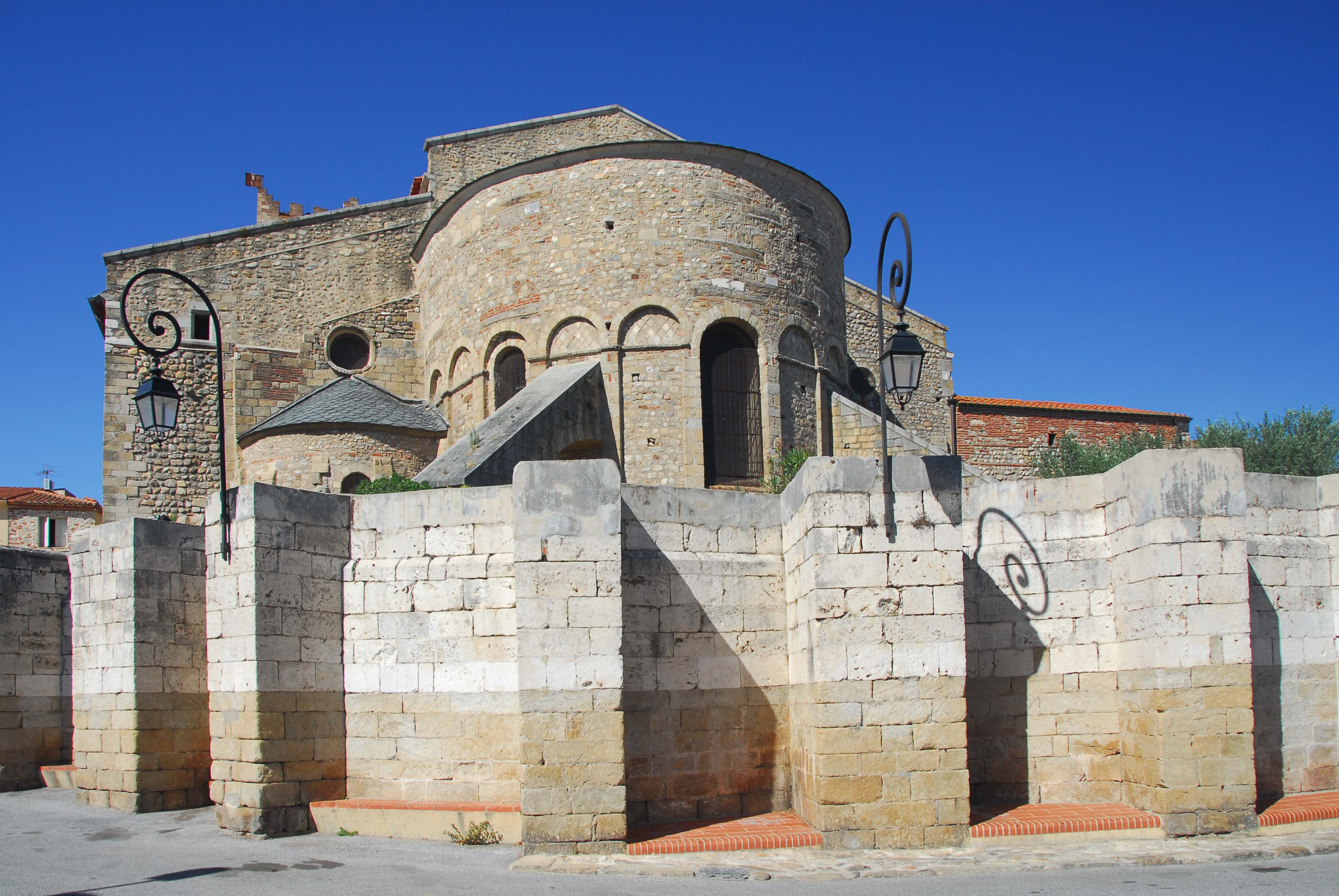
サントゥラリー＝エ＝サント＝ジュリー大聖堂

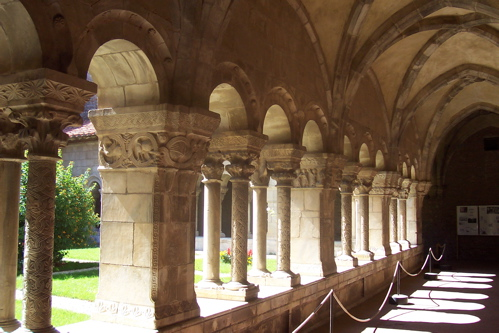
大聖堂の回廊

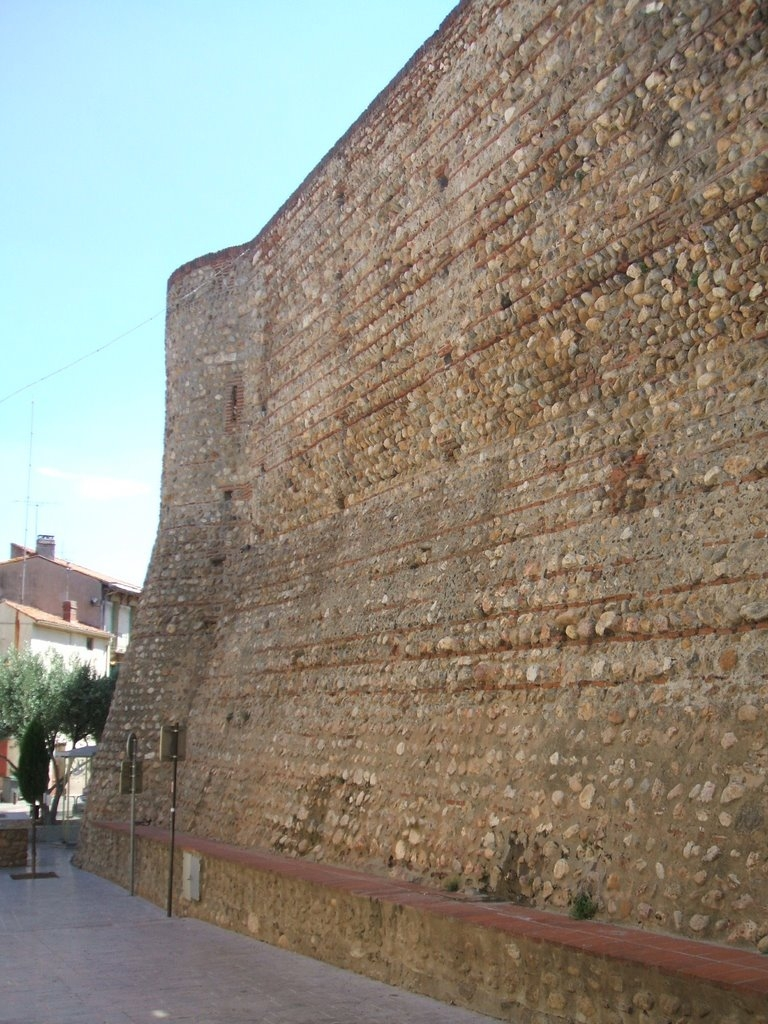
現存する城壁

青銅器時代後期より人が定住していた。しかし紀元前218年にハンニバルがこの地を通過したとき、まちにはイベリア人がいたのか、それともケルト人の一部であるソルド人の子孫だったのかは定かでない。我々が唯一知っているのは、ガリアの族長たちとハンニバルが交渉を行い、進行方向の北にあるローヌ川へ向かう許しを得たことである。しかしこれは都市間に優劣があったことを示しているわけではない。領土の境界付近で、戦うことなしにただ横断する軍勢（8万人の兵士、2万の軍馬、37頭のゾウ）と、段階を踏んで交渉することは正常な行為であった。
ローマによる征服後、イリベリスはガリア・ナルボネンシス内の重要な中心都市となった。考古学上の発掘から多くの遺跡が見つかり、ルスキノ（現在のシャトー＝ルシヨン）と同様のルシヨンの主要都市であった。都市の繁栄は、コンスタンティヌス1世の治世である4世紀まで続いた。彼の家族もイリベリスに資産を保有していた。さらに350年、コンスタンティヌス1世の子でカストゥルム・ヘレナエに避難していたコンスタンス1世が、マグネンティウスが放った刺客によって暗殺されている。事件を記した者によると、彼はキリスト教の教会に逃げ込んだが追い出されたという。
350年当時にキリスト教の教会が存在していたこと、都市の名前を、後世にカトリック教会に聖別された女性を称えるために改名していることの2つは、少なくとも4世紀前半のエルヌのまちでのキリスト教の伝播の重要な指標として分析される。304年に聖エウラリア（フランス語名はウラリー）が殉教したこと、初期キリスト教の教会に由来する大聖堂がこの聖女に捧げられたことには関連があるのかもしれない。
476年にローマ帝国が滅亡した後、この地域の覇者となったのは西ゴート族で、彼らが571年に教会の都市を建てたことが証明されている。エルヌは都市の名称を継承し、聖職者の特権を得ていた。都市（Cité）とは、本来はローマ帝国の行政単位に与えられた名称だった。一方で同時代の幸いなる競争相手ペルピニャンは町（ville）であった。まちはその後ヘレナエと呼ばれた。まちの領主は司教だった。9世紀、我々が今日目にしているサントゥラリー＝エ＝サント＝ジュリー大聖堂（ウラリーとジュリーはともにまちの守護聖人）が古い教会と交代して建った。12世紀から13世紀、回廊が建てられ、まちの周りを取り囲む城壁がつくられ、重要な砦になりつつあった。多くの壁の遺跡が今も残っている。
エルヌの司教たちはトゥールージュの平野に人を集め、教会会議を開いた。それは神の平和運動の間に起きたので、平和会議と呼ばれた。これらの会議はエルヌ会議またはトゥールージュ会議として知られている。これらの教会会議の初回は、1027年にナルボンヌ司教ギフレ・ド・セルダーニュが招集したもので、「神の休戦」概念に初めて言及した会議である。会議はその後トゥールージュの平野で1041年と1065年に開催された。
アラゴン王国の都市であったエルヌは、その歴史の間に複数回の攻撃を受けている。アラゴン十字軍時代の1284年、フランス王フィリップ3世の攻撃中にまちは陥落した。フランス軍は大聖堂の扉にまで迫り、住民を虐殺した。14世紀にはアラゴン王ペドロ3世によってエルヌは包囲されている。
ルイ11世がルシヨンを併合すると、エルヌはフランスに対し反乱を起こし、再び包囲され1474年に陥落した。その後総大将だったベルナト・オムスは斬首された。しかしルシヨンの他所と同じく1493年にエルヌはアラゴン王国に復帰する。
13世紀以降、近郊の都市ペルピニャンの重要性が増していき、エルヌの力に陰りが見え始めた。エルヌの司教はより頻繁にペルピニャンに住まうようになり、1602年にローマ教皇クレメンス8世はエルヌ司教のペルピニャン在住を公式に決めた。ただし現在でも、ペルピニャンに住む司教は「エルヌおよびペルピニャン司教」である。

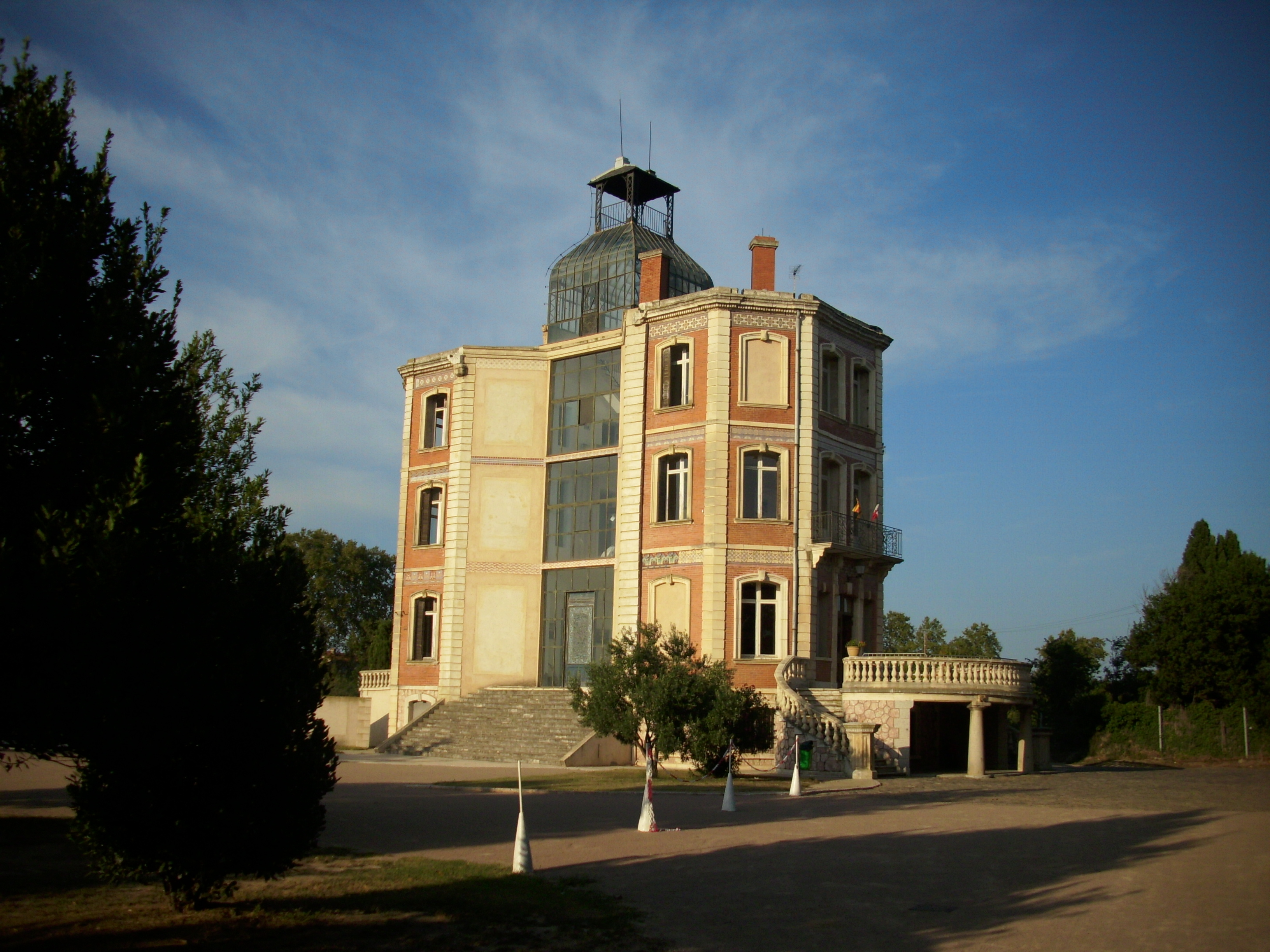
スイス産院

1659年、ピレネー条約によってピレネー山脈が国境と定められると、エルヌを取り巻く城壁が壊され、衰退を特徴付けた。現在残るのは中世の壁の一部と、かつてまちへ入る入口であった3つの門である。エルヌはその後、ブドウ栽培が主体の小さな農業のまちになった。それにもかかわらず、中世のロマネスク様式の建築物を通じて過去の栄光を保持し続けた。のちにエルヌは経済的に成長し、人口が増加した。
20世紀、エルヌはコリウールのような芸術のまちとなった。アリスティド・マイヨールが住んでいたこともある。彼の作品、Pomoneは第二次世界大戦の記念碑である。エティエンヌ・テリュスは、「フォーヴィズム」の画家、アンリ・マティス、アンドレ・ドランとも親しかった画家である。
1939年、スペイン内戦が起こり、フランコ支配のスペインから逃れてきた若い母親を収容するため、バルドゥ城内にスイス産院（fr）が創設された。創立者は赤十字に所属するスイス人看護師、エリーザベト・エイデンベンツで、彼女は大戦中に活動を続け、ユダヤ人の母親もロマの母親も受け入れた。1944年にゲシュタポによって閉鎖を命じられるまで、600人以上の赤ん坊が秘密裏にここで生まれた。現在のスイス産院は博物館および図書館となっている。

## 人口統計
| 1962年 | 1968年 | 1975年 | 1982年 | 1990年 | 1999年 | 2006年 | 2008年 |
| ------ | ------ | ------ | ------ | ------ | ------ | ------ | ------ |
| 5744   | 5892   | 6017   | 6177   | 6262   | 6410   | 7325   | 7579   |

近年、高速道路914号線のバイパスが建設されたため、まちは北へ向かって拡大し、住宅地ができた。新しい住宅には若い夫婦が住む例が多く、住民の増加と平均年齢の若返りの両方の要因となっている。新たな小学校も建設された。

## ゆかりの人物
- エティエンヌ・テリュス（1857年-1922年）- 画家。エルヌ生まれ
- イヴォンヌ・ボーション＝ジョフル（1895年-1975年） - 小説家。エルヌ生まれ
- カミーユ・カバナ（1930年-2002年） - 政治家。エルヌ生まれ